# بيرسيفال وايلد
بيرسيفال وايلد (بالإنجليزية: Percival Wilde)‏ (1 مارس 1887، نيويورك في الولايات المتحدة - 19 سبتمبر 1953، نيويورك في الولايات المتحدة)؛ كاتب مسرحي وروائي أمريكي.

## روابط خارجية
- بيرسيفال وايلد على موقع IMDb (الإنجليزية)
- بيرسيفال وايلد على موقع أول موفي (الإنجليزية)
- بيرسيفال وايلد على موقع قاعدة بيانات برودواي على الإنترنت (الإنجليزية)
- بيرسيفال وايلد على موقع كينوبويسك (الروسية)